# Akt Wolnego Wyboru

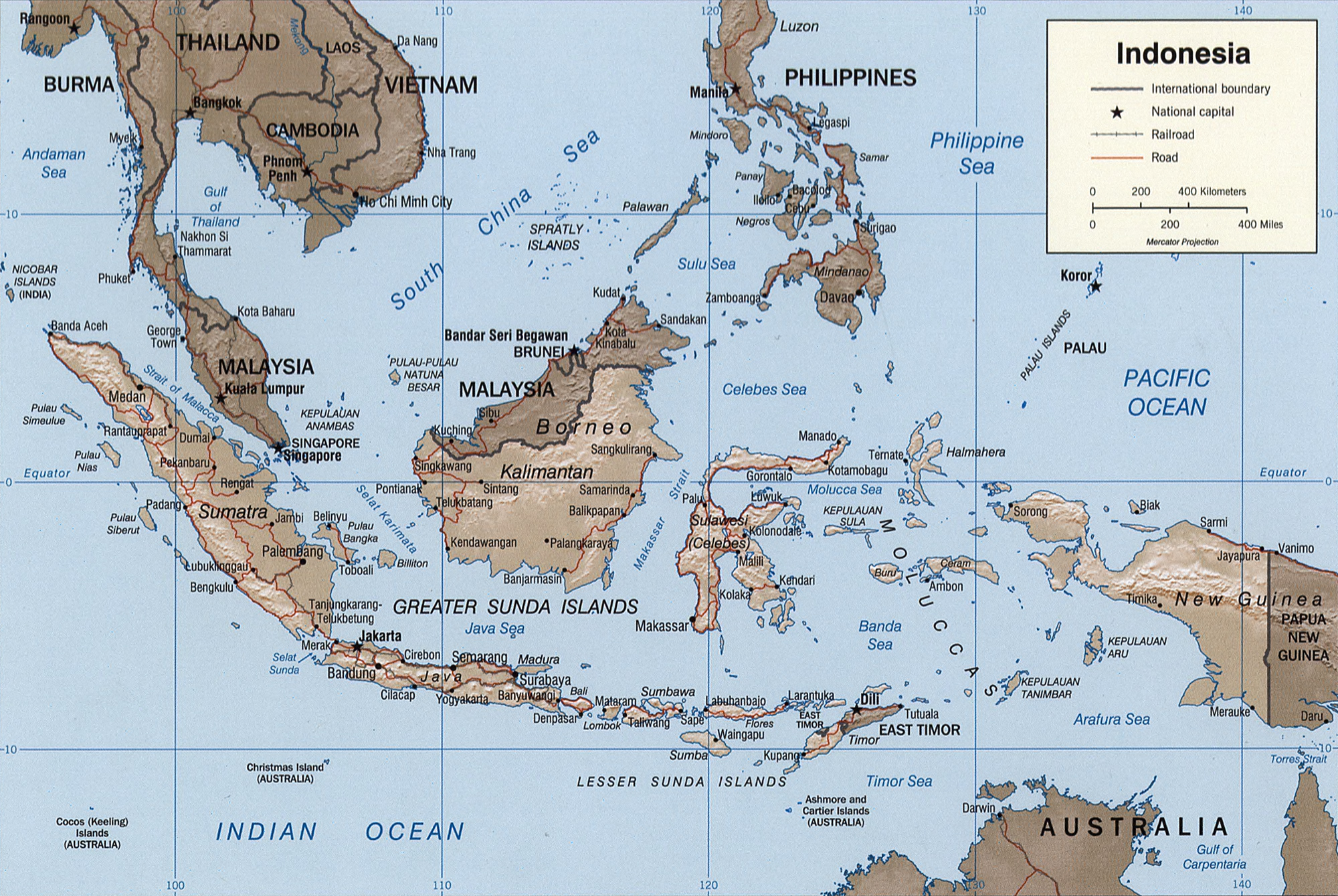
Mapa prezentująca Indonezję wraz z zachodnią częścią Nowej Gwinei

Akt Wolnego Wyboru (ang. Act of Free Choice, indonez. Penentuan Pendapat Rakyat, PEPERA), określany także jako „Akt bez Wyboru” – referendum z 1969 r., które miało zdecydować o losach Nowej Gwinei Holenderskiej, niepodległości tego terytorium lub jego włączeniu do Indonezji.
Referendum zostało przygotowane pod auspicjami ONZ, ale odbyło się pod kierunkiem władz indonezyjskich. Przedstawiciele Ruchu Wolnej Papui, dążącego do niepodległości zachodniej części Nowej Gwinei, uważają przebieg referendum za nieprawidłowy, a sam jego wynik za nieważny.
Zgodnie z porozumieniem nowojorskim, zawartym między Republiką Indonezji a Królestwem Holandii, Akt Wolnego Wyboru miał zapewnić udział w głosowaniu wszystkim dorosłym mieszkańcom regionu. Jednakże do głosowania dopuszczono 1022 przedstawicieli papuaskich, starannie wybranych przez władze Indonezji. Ponadto wskazani reprezentanci mieli zostać poddani presji ze strony rządu indonezyjskiego. Sposób przeprowadzenia Aktu Wolnego Wyboru budzi kontrowersje zarówno wśród ludności papuaskiej, jak i na arenie międzynarodowej.